# Parasphaerasclera
Parasphaerasclera ist eine Gattung der Achtstrahligen Korallen (Octocorallia), die in flachen Bereichen des tropischen Indopazifiks und an der Küste des südlichen Afrikas vorkommt.

## Merkmale
Wie fast alle Oktokorallen bilden die Arten der Gattung Parasphaerasclera Kolonien, die aus vielen Einzelpolypen mit jeweils acht Tentakeln bestehen. Die Kolonien fingerförmig oder gelappt. Ein Stiel ist mehr oder weniger deutlich ausgebildet. Eine feste Skelettachse fehlt. Die monomorphen, mit Ausnahme des Stiels über die gesamte Kolonieoberfläche verteilten Polypen können sich vollständig in das Coenenchym zurückziehen. Die Sklerite im Innern und an der Oberfläche der Kolonie haben die Form von strahlenförmigen und höckerigen Sphäroiden, gelegentlich sind sie als Stäbchen und Kreuze ausgebildet. Die Sklerite sind auffällig gefärbt. Die Polypen sind ohne Sklerite. Die Arten der Gattung Parasphaerasclera leben nicht mit Zooxanthellen in einer Endosymbiose und sind deshalb vollständig auf planktonische Nahrung angewiesen.

## Arten
Zur Gattung Parasphaerasclera gehören neun Arten:
- Parasphaerasclera albiflora (Utinomi, 1957)
- Parasphaerasclera aurea (Benayahu & Schleyer, 1995)
- Parasphaerasclera grayi (Thomson & Dean, 1931)
- Parasphaerasclera kimberleyensis Bryce, Poliseno, Alderslade & Vargas, 2015
- Parasphaerasclera morifera (Tixier-Durivault, 1954)
- Parasphaerasclera nezdoliyi (Dautova & Savinkin, 2009)
- Parasphaerasclera rotifera (Thomson, 1910)
- Parasphaerasclera valdiviae (Kukenthal, 1906)
- Parasphaerasclera zanahoria (Williams, 2000)